# Bügelfibel

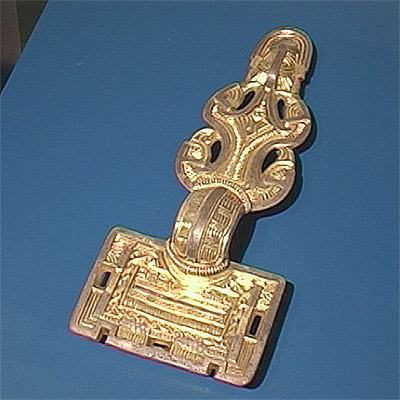
Bajuwarische Bügelfibel aus Waging am See (7. Jahrhundert).

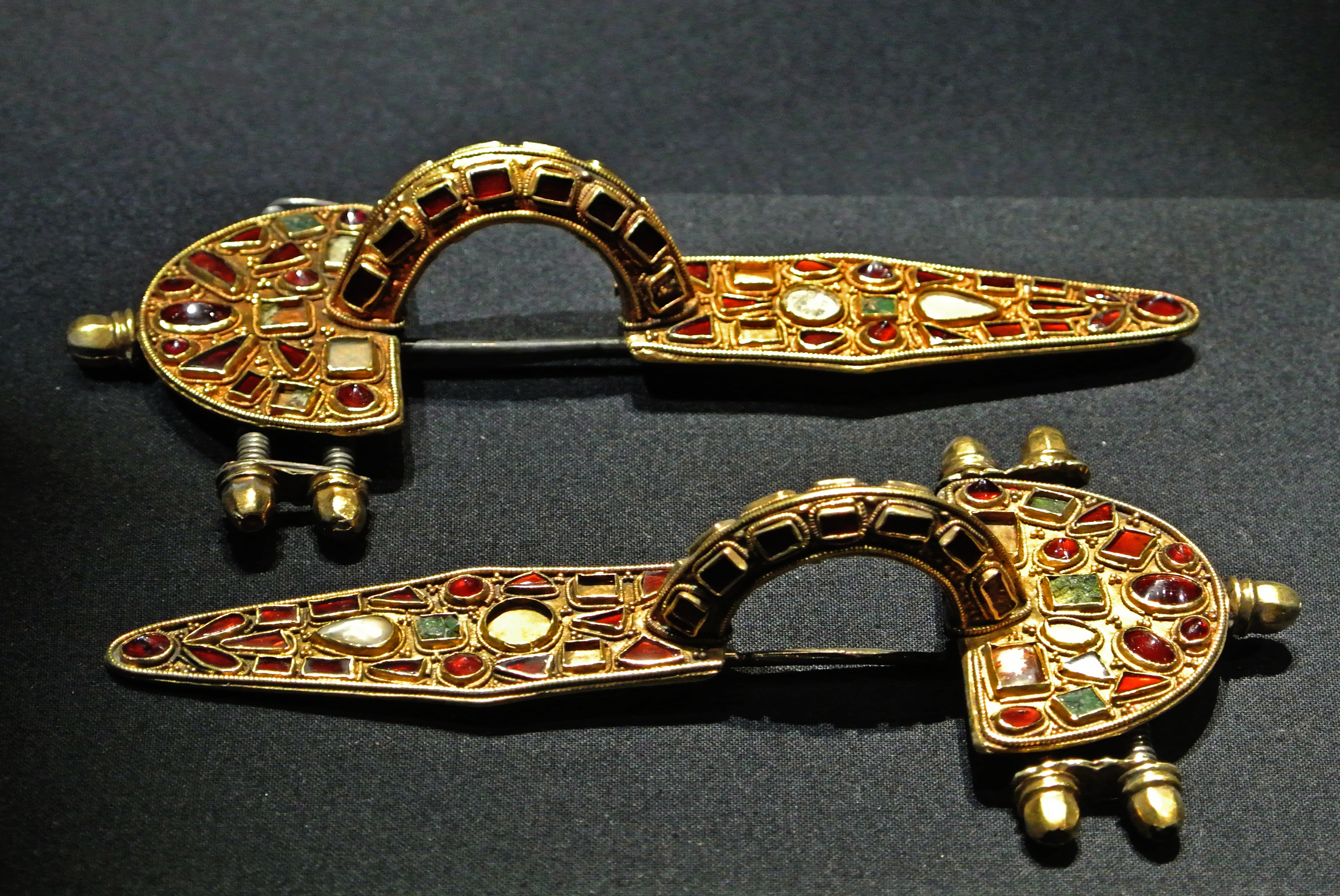
Prunkvolle Bügelfibel aus einem Frauengrab bei Untersiebenbrunn, frühes 5. Jh.

Bügelfibeln sind eine Formengruppe von frühmittelalterlichen Fibeln, die im 5. bis 7. Jahrhundert als Bestandteil einer germanischen Frauentracht, der sogenannten Vierfibeltracht in Mode kamen. Sie wurden gewöhnlich paarweise übereinander zur Befestigung einer Amulettkette oder eines Gehängebands im Schossbereich eines tunikaartigen Kleides getragen und galten als Statussymbol.

## Beschreibung

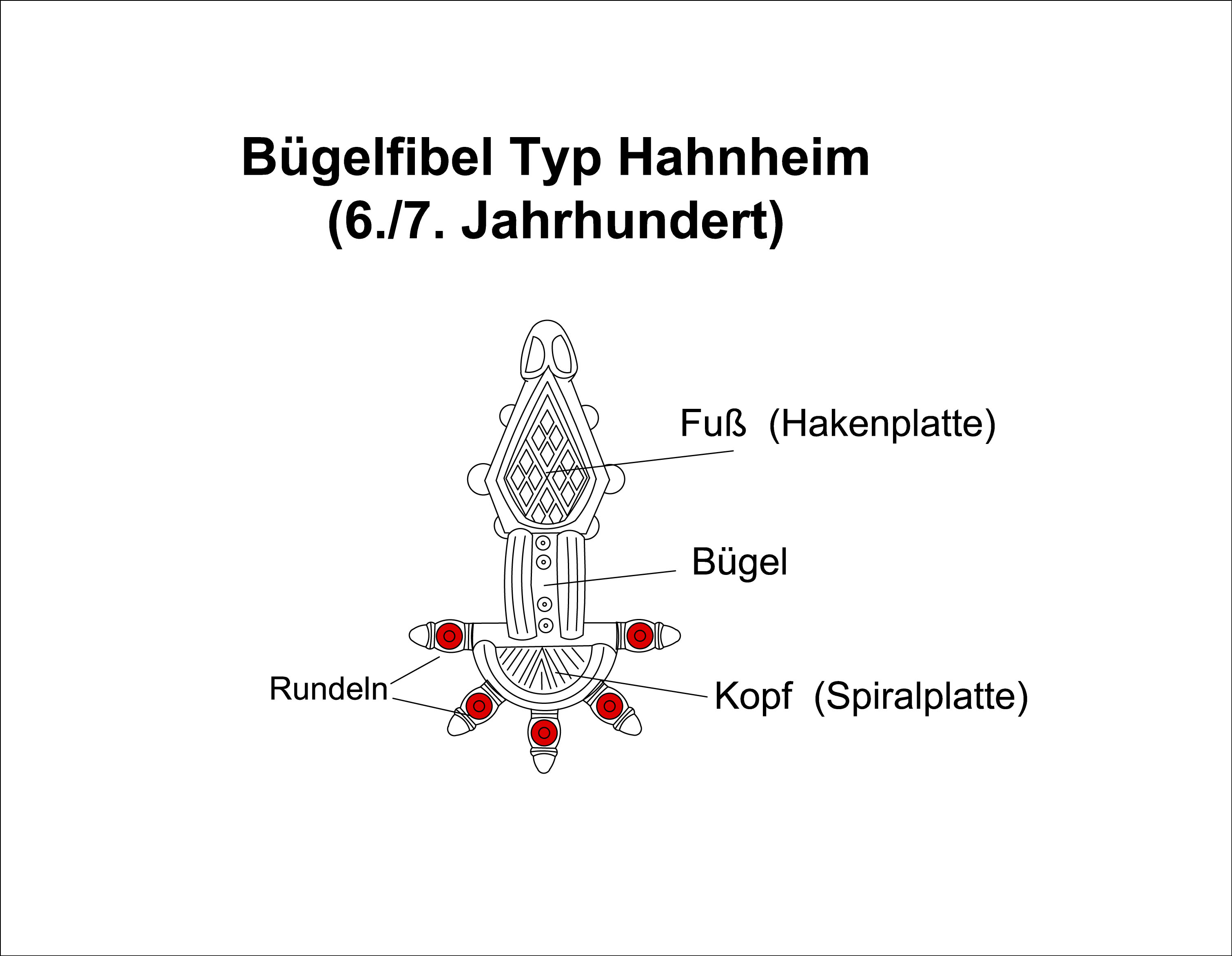
Idealisierte Umzeichnung einer Bügelfibel Typ Hahnheim (Form 1).

Bügelfibeln wurden meist aus Silber oder aus Bronze gegossen und sind häufig vergoldet. Sie wurden in der Regel paarweise in Verbindung mit einer Amulettkette oder einem Gehängeband getragen. Im Design gehen sie auf ostgermanische, gotische Ursprungsformen aus dem Donaugebiet zurück.
Die ursprünglichen ostgermanischen Blechfibeln bestehen aus zwei Platten, die miteinander mit einem Bügel verbunden sind. Spätere Exemplare sind aus einem Stück gegossen, wobei der dreiteilige Charakter erhalten blieb. Die Kopfplatte (Spiralplatte) ist rechteckig oder halbrund und mit eingravierten Ornamenten verziert. Auf der Rückseite der Kopfplatte ist eine Nadel befestigt, die durch den Bügel in Spannung gehalten wird. Festgemacht wird die Nadel unterhalb der zweiten Platte, der sogenannten Haken- oder Fußplatte. Die verschiedenen Elemente sind häufig mit geometrischen Mustern verziert.

## Verbreitung
Ausgehend vom ostgotischen Siedlungsraum kommen Bügelfibeln ab der zweiten Hälfte des 5. Jahrhunderts bei germanischen Frauentrachten, insbesondere bei den sogenannten Vierfibeltrachten, in Mode und bleiben bis ins 7. Jahrhundert nachweisbar.